# Coelioxys warnckei
Coelioxys warnckei är en biart som beskrevs av schwarz, Gusenleitner och > 2003. Coelioxys warnckei ingår i släktet kägelbin, och familjen buksamlarbin. Inga underarter finns listade i Catalogue of Life.